# Trojhlavý sval lýtkový

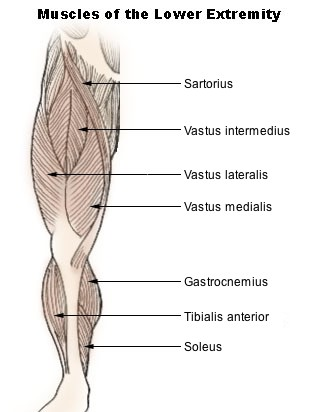
Na obrázku svalů dolní končetiny je zvlášť označen dvojhlavý sval lýtkový a šikmý sval lýtkový, z kterých se trojhlavý sval lýtkový skládá

Trojhlavý sval lýtkový (latinsky musculus triceps surae) je nejsilnější sval lidského lýtka, zadní části dolní končetiny v prostoru mezi kolenem a kotníkem. Dělí se na dvojhlavý sval lýtkový (gastrocnemius) a hlouběji uložený šikmý sval lýtkový (soleus). Dvě hlavy vnějšího svalu se upínají na dolní vnitřní a vnější část stehenní kosti těsně nad kolenem, zatímco šikmý sval lýtkový je připojen na horní konec bércových kostí, holenní a lýtkovou, i na mezikostní membránu mezi nimi. Na dolním konci je celý trojhlavý sval upnut Achillovou šlachou na patní kost. Krev se k celému svalu dostává přes zadní holenní tepnu a nervově je připojen na holenní nerv.
Trojhlavý sval lýtkový má zásadní význam pro běh, chůzi i skákání.
Nejedná se o specificky lidský sval, vyskytuje se i u zvířat, například u psa.